# Crescendo (エフエム仙台の番組)
Crescendo（クレッシェンド）は、2011年4月4日から2017年3月31日までエフエム仙台（Date fm）で放送されていた番組。
2011年3月で終了した『Passage』の後番組として開始。

## 放送時間
- 2011年4月 - 6月：月曜 - 木曜 9:00 - 11:00
- 2011年7月 - 2016年3月：平日 8:20 - 11:00
  - 『Morning Junction Wonder J』の8時台、『PUMP UP FRIDAY』の8時台 - 10時台の枠を吸収。
- 2016年4月 - 2017年3月：平日 7:30 - 11:00 
  - 7:30 - 8:00にネット受けしていた『OH! HAPPY MORNING』と8時台の『クロノス』を吸収・内包の上でさらに拡大。

## 担当パーソナリティ
| 期間                           | 月曜日・火曜日 | 水曜日・木曜日 | 金曜日   |
| ------------------------------ | -------------- | -------------- | -------- |
| 2011年4月4日 - 6月23日         | 石垣のりこ     | 石垣のりこ     | 放送なし |
| 2011年6月27日 - 2012年9月28日  | 石垣のりこ     | 石垣のりこ     | 浅野彰信 |
| 2012年10月1日 - 2013年9月27日  | 浅野彰信       | 浅野彰信       | 斉藤光子 |
| 2013年9月30日 - 2014年3月28日  | 浅野彰信       | 浅野彰信       | 三浦貴子 |
| 2014年3月31日 - 9月26日        | 浅野彰信       | 後藤心平       | 井上崇   |
| 2014年9月29日 - 2016年10月28日 | 浅野彰信       | 後藤心平       | 後藤心平 |
| 2016年10月31日 - 2017年3月31日 | 浅野彰信       | 後藤心平       | 浅野彰信 |

## 主な番組内コーナー
- 7:30 - オープニング
- 7:41 - LOCO FOCUS
- 7:55 - Date fm NEWS（『OH! HAPPY MORNING』内のニュースをネット受け）
- 8:00 - SUZUKI Breakfast News（以降8:20までJFNのAラインネット番組枠）
- 8:09 - ルートインホテルズ 今日のスポーツ
- 8:10 - Honda Smile Mission
- 8:30 - スポタメ
- 8:35 - 塩沼亮潤 大阿闍梨　今朝の一言
- 8:55 - Date fm NEWS（『JFNニュース』をネット受け）
- 9:05 - 井ケ田 Four Seasons Diary（金曜のみ奥口文結が出演）
- 9:15 - クレッシェン堂
- 9:45 - ジョイフルSENDAI（市政情報コーナー）
- 9:50 - モーニング・タッチ（金曜のみ）
- 9:55 - FUJISAKI Precious Voices - 石垣のりこ
- 10:15 - SOUND FILE
- 10:35 - AROUND THE MIYAGI（県政情報コーナー）
- 10:55 - エンディング

## その他
- 不定期に地元回転寿司店とコラボレーションした、パーソナリティ同士の新寿司ネタ対決企画が行われていた[1]。
- 9時台のオープニングで使われるジングルには、「Are you waking up? Still sleepy? OK then, imagine your precious one.Is that waking you up?Stay tune to Crescendo.」のアナウンスが入るヴァージョンと、単に「Crescendo.」とのみコールするヴァージョンが存在した。後藤担当時は前者、浅野担当時は後者が使われることが多かった。